# Rejon połoński
Rejon połoński – jednostka administracyjna wchodząca w skład obwodu chmielnickiego Ukrainy.
Rejon utworzony w 1937 na obszarze części dawnego powiatu zwiahelskiego, ma powierzchnię 870 km². Siedzibą władz rejonu jest Połonne.
Na terenie rejonu znajdują się 1 miejska rada, 1 osiedlowa rada i 17 silskich rad, obejmujących w sumie 44 miejscowości.

## Miejscowości rejonu
- Adamów (Адамів)
- Barbarówka (Варварівка)
- Bieleckie (Білецьке)
- Błydnie (Блидні)
- Brażyńce (Бражинці)
- Burtyń (Буртин)
- Chrabużna (Храбузна)
- Czernijówka (Черніївка)
- Czerwone (Червоне)
- Dębowy Gaj (Дубовий Гай)
- Fadyjówka (Фадіївка)
- Hannusyne (Ганнусине)
- Hołubcza (Голубча)
- Jurоwszczyna (Юровщина)
- Kłosówka (Колосівка)
- Kochanówka (Коханівка)
- Kociurzyńce (Котюржинці)
- Kotlanka (Котелянка)
- Kraczaniwka[2]  (Крачанівка)
- Kupczyńce[3][4] (Кіпчинці)
- Kustowce (Кустівці)
- Łabuń (Nowołabunia, Новолабунь)
- Lipówka (Липівка)
- Leśne (Лісне)
- Łodzianówka (Лодзянівка)
- Lubomirka (Любомирка)
- Mała Szkarówka (Мала Шкарівка)
- Małe Kalenicze (Малі Каленичі)
- Mikulin (Микулин)
- Moskalówka (Москалівка)
- Moskwicinówka (Москвитянівка)
- Nowaki (Новаки)
- Nowosielica (Новоселиця)
- Onaczkowce (Онацьківці)
- Połonne (Полонне)
- Poninka (Понінка)
- Przysłucz (Прислуч)
- (Радгоспне)
- Rogowicze (Роговичі)
- Sasanówka (Сасанівка)
- (Сягрів)
- Trojeszczyzna (Троєщина)
- Tyczków (Титьків)
- Wielka Brzeźna (Велика Березна)
- Wielkie Kalenicze (Великі Каленичі)
- Wróblówka (Воробіївка)
- Zalesie (Залісся)